# Condado de St. Clair (Illinois)
El condado de St. Clair es un condado del estado de Illinois, Estados Unidos. Tiene una población estimada, en 2021, de 254 796 habitantes.
La cabecera del condado es Belleville.

## Geografía
Según la Oficina del Censo de los Estados Unidos, el condado tiene un área total de 1746 km², de la cual 1704 km² son tierra y 42 km² son agua.

### Condados y ciudades adyacentes
- Condado de Madison (norte)
- Condado de Clinton (noreste)
- Condado de Washington (este)
- Condado de Randolph (sur)
- Condado de Monroe (suroeste)
- San Luis, Misuri (oeste)
- Condado de San Luis, Misuri  (oeste)

## Historia
El Condado de St. Clair es el primer condado establecido en el territorio de Illinois. Su fundación data de 1790. Sus límites originales cubrían dos terceras partes del actual estado de Illinois. Fue designado con su nombre por Arthur St. Clair, general del Ejército Continental durante la Guerra de Independencia de los Estados Unidos.

## Demografía

### Censo de 2020
Según el censo de 2020, en ese momento había 257 400 habitantes, 103 134 hogares y 48 515 familias en el condado.
La composición racial era la siguiente:
- 59.59% Blancos
- 29.75% Afroamericanos
- 0.34% Amerindios
- 1.44% Asiáticos
- 0.07% Isleños del Pacífico
- 2.05% Otras razas
- 6.76% De una mezcla de razas.

Del total de la población, el 4.89% eran hispanos o latinos de cualquier raza.

### Censo de 2000
Según el censo del año 2000, en ese momento había 256 082 personas, 96 810 hogares y 67 282 familias en el condado. La densidad de población era de 149 hab/km² (386 hab/mi²). La composición racial era la siguiente:
- 65.75% Blancos (No Hispanos)
- 2.19% Hispanos (Todos los tipos)
- 28.77% Negros o Negros Americanos (No Hispanos)
- 0.80% Otras razas (No Hispanos)
- 0.91% Asiáticos (No Hispanos)
- 1.29% Mestizos (No Hispanos)
- 0.26% Nativos Americanos (No Hispanos)
- 0.05% Isleños (No Hispanos)

Había 96 810 hogares, de los cuales el 34.50% tenían menores de 18 años viviendo con ellos, el 48.10% eran parejas casadas viviendo juntas, el 17.10% eran mujeres que formaban una familia monoparental (sin cónyuge) y el 30.50% no eran familias. El tamaño promedio de una familia era de 3.13 miembros.
El 27.70% de la población tenía menos de 18 años; el 8.90% tenía de 18 a 24 años; el 29.20% tenía de 25 a 44; el 21.10% de 45 a 64, y el 13.20% eran mayores de 65 años. La edad media era de 35 años. Por cada 100 mujeres había 91.40 hombres. Por cada 100 mujeres mayores de 18 años había 87.20 hombres.
Los ingresos medios de los hogares del condado eran de $39 148 y los ingresos medios de las familias eran de $47 409. Los hombres tenían unos ingresos medios de $36 569 frente a $25 773 para las mujeres. Los ingresos per cápita del condado eran de $18 932. El 14.50% de la población y el 11.80% de las familias estaban debajo de la línea de pobreza. Del total de gente en esta situación, el 21.60% tenían menos de 18 y el 9.80% tenían 65 años o más.

### Evolución demográfica
|       | 1900   | 1910    | 1920    | 1930    | 1940    | 1950    | 1960    | 1970    | 1980    | 1990    | 2000    | 2021    |
| ----- | ------ | ------- | ------- | ------- | ------- | ------- | ------- | ------- | ------- | ------- | ------- | ------- |
| TOTAL | 86 685 | 119 870 | 136 520 | 157 775 | 166 899 | 205 995 | 262 509 | 285 176 | 267 531 | 262 852 | 256 082 | 254 796 |

## Ciudades y pueblos
| - Alorton - Belleville - Brooklyn - Cahokia - Caseyville | - Centreville - Dupo - East Carondelet - East St. Louis - Fairview Heights | - Fayetteville - Freeburg - Lebanon - Lenzburg - Marissa | - Mascoutah - Millstadt - New Athens - O'Fallon - Sauget | - Scott AFB - Shiloh - Smithton - St. Libory - Summerfield | - Swansea - Washington Park |